# Camp Tollinche
 (juillet 2025).
Le camp de Tollinche est un camp forestier pénitencier en Guyane française.

## Historique
Ouvert en 1895, il avait pour but de participer à la colonisation du territoire pénitentiaire du Maroni, selon une stratégie de dissémination de petits camps sur le territoire. Destiné à recevoir les impotents et les indésirables afin de cultiver les terres, les conditions de vie insalubres, les mauvais traitements et la production agricole très faible révèlent très vite une fonction purement disciplinaire.
En 1917, l'inspecteur des colonies Berrué charge l'inspecteur des colonies Muller de visiter le camp et de rapporter des clichés représentant l'insalubrité et les conditions de vie désastreuses des relégués du camp. Le rapport, ainsi que les photos qui l'accompagnent, permettent à l'inspecteur Muller de réclamer la fermeture immédiate de ce camp, qui est actée le 6 Juillet 1918 par le département des colonies. Cette décision sonne la fin des camps de La Forestière et de Tollinche qui retourneront à la brousse, ainsi que l'évacuation des relégués.